# Thomas S. Butler
Pour les articles homonymes, voir Butler.
Thomas Stalker Butler (né le 4 novembre 1855 dans l'Uwchlan Township et mort le 26 mai 1928 à Washington) est une personnalité politique américaine.
Il est élu représentant de Pennsylvanie du 4 mars 1897 jusqu'à sa mort, après avoir été élu seize fois à la Chambre des représentants des États-Unis.
Thomas S. Butler est également le père du général Smedley Butler.